# Danila Klimowitsch
Danila Witalewitsch Klimowitsch (belarussisch Даніла Віталевіч Клімовіч; * 9. Januar 2003 in Pinsk) ist ein belarussischer Eishockeyspieler, der seit 2021 bei den Abbotsford Canucks aus der American Hockey League spielt.

## Karriere
Danila Klimowitsch begann seine Karriere als Eishockeyspieler beim HK Brest. Beim CHL Import Draft 2020 wurde er von den Huskies de Rouyn-Noranda aus der Ligue de hockey junior majeur du Québec in der ersten Runde als insgesamt 29. Spieler ausgewählt, blieb aber in Belarus. 2020/21 war er vor allem bei Minskie Zubry in der zweitklassigen belarussischen Wysschaja Liga tätig, absolvierte aber auch sechs Spiele beim HK Dinamo Maladsetschna in der erstklassigen Extraliga. Daraufhin zogen ihn die Vancouver Canucks aus der National Hockey League beim NHL Entry Draft 2021 in der zweiten Runde an insgesamt 42. Position. Diese statten ihn mit einem Einstiegsvertrag aus und setzen ihn bei ihrem Farmteam Abbotsford Canucks aus der American Hockey League ein.

### International
Für Belarus nahm Klimowitsch im Juniorenbereich an der U18-Weltmeisterschaft 2021 teil. Im Seniorenbereich lief er für sein Land bei der Weltmeisterschaft im selben Jahr auf.

## Erfolge und Auszeichnungen
- 2025 Calder-Cup-Gewinn mit den Abbotsford Canucks